# Eric Björklund
Eric Björklund, född 1944 i Härnösand, är en svensk journalist och författare. 
Eric Björklund började som journalist med arbete på Västernorrlands Allehanda och Nya Norrland. Han var senare chefredaktör för Svensk Åkeritidning.
2021 förlänade Finlands president Sauli Niinistö Eric Björklund förtjänstkorset av Finlands Vita Ros orden som ett tack för Björklunds värdefulla insatser för relationerna mellan våra länder under många år.
Björklund är medlem av Svenska Journalistförbundet, Författarförbundet samt Publicistklubben.
Björklund är ledamot av styrelsen för Svenska Finlandsfrivilligas Minnesförening.